# Marcus Vinícius Dias
Marcus Vinícius Dias, né le 22 janvier 1923, à Rio de Janeiro, au Brésil, mort en 1992, est un ancien joueur brésilien de basket-ball. 

## Palmarès
- 3e des Jeux olympiques 1948